# Papa João VIII
O Papa João VIII foi o 107º Papa, eleito em 14 de Dezembro de 872. Seu pontificado durou 10 anos, terminando com sua morte em 16 de Dezembro de 882. Sucedeu ao Papa Adriano II.
Era Romano e filho de Gundus. Nascido no primeiro quarto do século IX, morreu envenenado. Defendeu a Itália contra os sarracenos, derrotando-os em Terracina. Em 875 coroou imperador o rei dos francos ocidentais, Carlos o Calvo, mas à morte deste, coroou imperador, o rei dos francos orientais, Carlos III o Gordo. Depois da coroação, o imperador não manteve a ajuda prometida e o papa foi derrotado pelos árabes. Pagou um grande tributo. Embora sempre preocupado com a guerra, João não descuidou os assuntos espirituais. Insistiu na disciplina e na piedade. Reconheceu o Concílio de Constantinopla de 879-880 que restabeleceu Fócio como Patriarca de Constantinopla. 
João VIII foi assassinado à marteladas por um de seus parentes, após tentarem matá-lo por envenenamento.